# Oyfn Pripetchek
Oyfn Pripetchek (In de haard) is een lied geschreven in het Jiddisch door Mark Warshawsky (1848-1907). Het lied gaat over een rabbijn die zijn leerlingen het Alef Bet leert. Het lied is geschreven aan het eind van de 19e eeuw en is een belangrijke herinnering van de joodse muzikale wereld voor de holocaust.
Willem Wilmink nam het lied als aanleiding voor zijn gedicht De rebbe leert de kinderen schrijven, dat hij de ondertitel meegaf: "mijn herinnering aan een Jiddisch liedje". Hoewel het gedicht vaak als vertaling wordt bestempeld.  is het dat gezien de ondertiel volgens Wilmink zelf beslist niet. Wilminks gedicht is verschillende malen uitgevoerd, onder andere door Wende.

## Liedtekst
Oyfn pripetchik brent a fayerl
Un in shtub is heys.
Un der rebbe lernt kleyne kinderlekh
Dem alef-beyz.
Gedenkt'zhe, kinderlekh,
Gedenkt'zhe, tayere,
Vos ir lernt do.
Zogt'zhe nokhamol un take nokhamol,
Komets alef-o.
Lernt, kinderlekh, hot nit moyre.
Yeder onheyb iz shver.
Gliklekh iz der yid vos lernt toyre,
Vos darfn mir nokh mer?
Az ir vet, kinderlekh, elter vern,
Vet ir aleyn farshteyn,
Vifil in di oysyes lign trern
Un vifil geveyn.
Lernt, kinderlekh, mit groys kheyshik,
Azoy zog ikh aykh on.
Ver s'vet beser vun aykh kenen ivri,
Der bakumt a fon.

## Letterlijke Nederlandse vertaling
Een vuur brandt in de haard
En het is warm in het kleine huis.
En de rabbijn leert de kleine kinderen
het alfabet.
Onthoud, kinderen,
Onthoud, mijn lieve,
wat je hier hebt geleerd.
Herhaal en herhaal nog een keer,
Komets alef-o.
Leer, kinderen. Wees niet bang.
Ieder begin is lastig.
Geluk heeft de jood die thora leert.
Wat willen we nog meer?
Wanneer, kinderen, jullie ouder worden,
zullen jullie begrijpen,
hoeveel tranen er in deze letters liggen,
en hoe veel huilen.
Leer, kinderen, met enthousiasme,
Zoals ik jullie vertel.
Degene die Hebreeuws het beste leert,
die krijgt een vlag.